# Karl Etlinger
Karl Etlinger, também Karl Ettlinger (Viena, 16 de outubro de 1879 – Berlim, 8 de maio de 1946) foi um ator alemão. Ele atuou em 117 filmes mudos entre 1914 e 1946.

## Filmografia selecionada
- 1921: Die Schauspielerin des Kaisers
- 1921: Der ewige Fluch
- 1921: Die rote Hexe
- 1921: Der vergiftete Strom
- 1944: Philharmoniker
- 1944: Der verzauberte Tag
- 1945: Erzieherin gesucht
- 1945: Der Puppenspieler
- 1946: Sag’ die Wahrheit
- 1948: Eine alltägliche Geschichte